# Felix Creutzig
Felix Creutzig (* 1979 in Hannover) ist ein deutscher Physiker und Hochschullehrer. Seit 2017 ist er Professor für Sustainability Economics of Human Settlements an der Technischen Universität Berlin.

## Akademische Laufbahn
Nach dem Abitur in Hannover studierte Creutzig Physik und Medizin an der Albert-Ludwigs-Universität Freiburg. Nach Vordiplom und Physikum dort arbeitete er 2002 an der Harvard Medical School im Labor, bevor er 2003 an der University of Cambridge einen Masterabschluss erwarb. Anschließend arbeitete er an einem Projekt des Studienkollegs zu Berlin und wechselte 2005 an die Hebräische Universität Jerusalem. Parallel promovierte er von 2003 bis 2007 an der Humboldt-Universität zu Berlin mit einer Arbeit über „Sufficient encoding of dynamical systems“ zum Dr. rer. nat. in Biophysik.
Als Postdoc ging er an das Berkeley Institute of the Environment an der University of California, Berkeley und arbeitete danach von 2009 bis 2012 an der TU Berlin als Gruppenleiter an einem Projekt zur Ökonomie des Klimawandels. Nach weiteren Forschungsaufenthalten an anderen Institutionen wurde er 2012 beim Mercator Research Institute on Global Commons and Climate Change Gruppenleiter einer Arbeitsgruppe zu Landnutzung, Infrastrukturen und Transport. 2017 erhielt er an der TU Berlin einen neu geschaffenen Lehrstuhl als Professor für Sustainability Economics of Human Settlements.
Creutzig ist Mitglied der Deutschen Physikalischen Gesellschaft und war als Autor an Berichten des IPCC beteiligt. Unter anderem war er Co-Autor von mehreren Kapiteln im Special Report on Renewable Energy Sources and Climate Change Mitigation und im Fünften Sachstandsbericht des IPCC; in letzterem war er zudem einer der Leitautoren des Kapitels „Transport“ (Arbeitsgruppe III). Er war zudem an mehreren anderen Berichten weiterer Organisationen wie z. B. der UCCRN und 2016 für die US-Regierung beteiligt.
Im sechsten Sachstandsbericht des IPCC fungierte Creutzig als einer der beiden koordinierenden Leitautoren des Kapitels zu „Nachfrage, Dienstleistung und sozialen Aspekten des Klimaschutzes“.
Creutzig ist Senior Fellow des Institute for Advanced Sustainability Studies (IASS) in Potsdam. 2022 wurde er zum Mitglied der Academia Europaea gewählt. Sein h-Index lag mit Stand März 2025 bei 88.

## Schriften (Auswahl)

### Monographien
- Daniel Bongardt et al.: Low-Carbon Land Transport. Routledge 2013, ISBN 978-1-84971-377-1.
- Felix Creutzig et al.: Energie, Macht, Vernunft. Der umfassende Blick auf die Energiewende. Aachen 2008, ISBN 978-3-86858-070-9.
- Felix Creutzig: Sufficient encoding of dynamical systems. From the grasshopper auditory system to general principles. Dissertation Berlin 2007.

### Journal-Beiträge
- Felix Creutzig et al.: Demand-side solutions to climate change mitigation consistent with high levels of well-being. In: Nature Climate Change. 2021, doi:10.1038/s41558-021-01219-y.
- Corinne Le Quéré et al.: Temporary reduction in daily global CO2 emissions during the COVID-19 forced confinement. In: Nature Climate Change. Band 10, 2020, S. 647–653, doi:10.1038/s41558-020-0797-x.
- Felix Creutzig et al.: The mutual dependence of negative emission technologies and energy systems. In: Energy and Environmental Science. Band 12, 2019, S. 1805 ff., doi:10.1039/c8ee03682a.
- Felix Creutzig et al.: The underestimated potential of solar energy to mitigate climate change. In: Nature Energy. Band 2, Nr. 17140, 2017, doi:10.1038/nenergy.2017.140.
- Pete Smith et al.: Biophysical and economic limits to negative CO2 emissions. In: Nature Climate Change. Band 6, 2016, S. 42–50, doi:10.1038/nclimate2870.
- Felix Creutzig et al.: Bioenergy and climate change mitigation: an assessment. In: Global Change Biology. Bioenergy. Band 7, Nr. 5, 2015, S. 916–944, doi:10.1111/gcbb.12205.
- Felix Creutzig et al.: Global typology of urban energy use and potentials for an urbanization mitigation wedge. In: Proceedings of the National Academy of Sciences. Band 112, Nr. 20, 2015, S. 6283–6288, doi:10.1073/pnas.1315545112.
- Felix Creutzig et al.: Transport: A roadblock to climate change mitigation? In: Science. Band 350, Nr. 6263, 2015, S. 911–912, doi:10.1126/science.aac8033.
- Felix Creutzig et al.: Catching two European birds with one renewable stone: Mitigating climate change and Eurozone crisis by an energy transition. In: Renewable and Sustainable Energy Reviews. Band 38, 2014, S. 1015–1028, doi:10.1016/j.rser.2014.07.028.
- Felix Creutzig et al.: Reconciling top-down and bottom-up modelling on future bioenergy deployment. In: Nature Climate Change. Band 2, 2012, S. 320–327, doi:10.1038/nclimate1416.

## Auszeichnungen (Auswahl)
Piers-Sellers-Preis 2017